# Anton Witkamp
Anton Witkamp (La Haya, Países Bajos, 12 de octubre de 1929 – Den Ilp, Landsmeer, Países Bajos, 24 de septiembre de 2011) fue un periodista neerlandés, que pasó la mayor parte de su carrera trabajando en De Telegraaf.
Witkamp comenzó su vida laboral en la Agencia de Prensa holandesa. Continuó su carrera de editor de deportes en De Telegraaf. Como editor de deportes principales, Witkamp introdujo la sección llamada 'Telesport', una sección de deportes populares del periódico. Entre los años 1976 y 1992 fue miembro del consejo de redacción de De Telegraaf. En la última etapa de su carrera antes de retirarse, fue editor adjunto.
De él surge la idea, en 1972, de la creación de un torneo que enfrentase al campeón de la Copa de Europa y al campeón de la Recopa de Europa para determinar así al mejor club del continente, nace así la denominada Supercopa de Europa.
- Datos: Q13429905